# 南水
南水古称洲头水，是北江上游西岸的一条支流，发源于乳源县安墩头。目前，1969年在南水建成一个大型的水库——南水水库。南水的主要支流有龙溪和龙归河，在曲江白土镇江入北江。